# Імператор Ґо-Судзаку
Імператор Ґо-Судза́ку (яп. 後朱雀天皇, ごすざくてんのう, ґо-судзаку тенно; 14 грудня 1009 — 7 лютого 1045) — 69-й Імператор Японії, синтоїстське божество. Роки правління: 15 травня 1036 — 7 лютого 1045. Син імператора Ітідзьо та його дружини Сьосі, доньки Фудзівара но Мітінаґи. Ім'я перекладається як «Пізній Судзаку», тому його деякі історики називають Судзаку II.
Замолоду звався принц Ацунаґа. Почав правити у 28 років після раптової смерті старшого брата імператора Ґо-Ітідзьо . Значний вплив зберігав кампаку Фудзівара но Йоріміті. Стикнувся зі значними фінансовими проблемами через збільшення сьоенів. Намагався вирішити її, видавши 1040 року наказ про упорядкування сьоенів та заборону на збільшення кількості у одної родини. Проте виявилося, що значна частина їх знаходиться у власності Фудзівара но Йоріміті, представників клану Фудзівара, споріднених родин та політичних союзників останніх. Тому імператорський наказ мав обмежене значення.
1045 року через прогресуючу хворобу (злоякісну пухлину в плечі) зрікся престолу на користь свого сина принца Тікахіто, що став відомий як імператор Ґо-Рейдзей. Невдовзі відставний імператор став буддійським ченцем, але помер того ж дня.
Мав п'ятьох дружин та сімох дітей.